# Alexander Graham Bell
Alexander Graham Bell (Edimburgo, 3 marzo 1847 – Beinn Bhreagh, 2 agosto 1922) è stato un ingegnere, inventore e scienziato britannico naturalizzato statunitense.
È stato il primo a brevettare un telefono funzionale ed è noto nella cultura popolare e in gran parte della comunità scientifica come l'inventore di tale apparecchio; altri a cui è stata attribuita l'invenzione del telefono sono Charles Bourseul, Innocenzo Manzetti, Antonio Meucci, Johann Philipp Reis ed Elisha Gray.
Il padre, il nonno e il fratello di Bell sono stati tutti associati a lavori sull'elocuzione e il linguaggio, sia sua madre che sua moglie erano sorde, fattori che influenzarono profondamente gli studi di Bell. Le sue ricerche lo portarono a sperimentare dispositivi acustici che culminarono nel primo brevetto per il telefono nel 1876. In retrospettiva, Bell considerò la sua più famosa invenzione un'intrusione nel suo vero lavoro come scienziato e rifiutò di avere un telefono nel suo studio..
Nel corso della sua vita Bell raggiunse molti altri traguardi, tra cui rivoluzionari contributi alle comunicazioni ottiche, all'ingegneria degli idroscafi e all'aviazione. Nel 1898 Bell fu uno dei soci fondatori della National Geographic Society. È stato descritto come una delle figure più influenti nella storia dell'umanità.. Di sua fondazione e poi a lui intitolato uno dei centri di ricerca e sviluppo più importanti al mondo (i Bell Laboratories).

## Biografia

### Primi anni

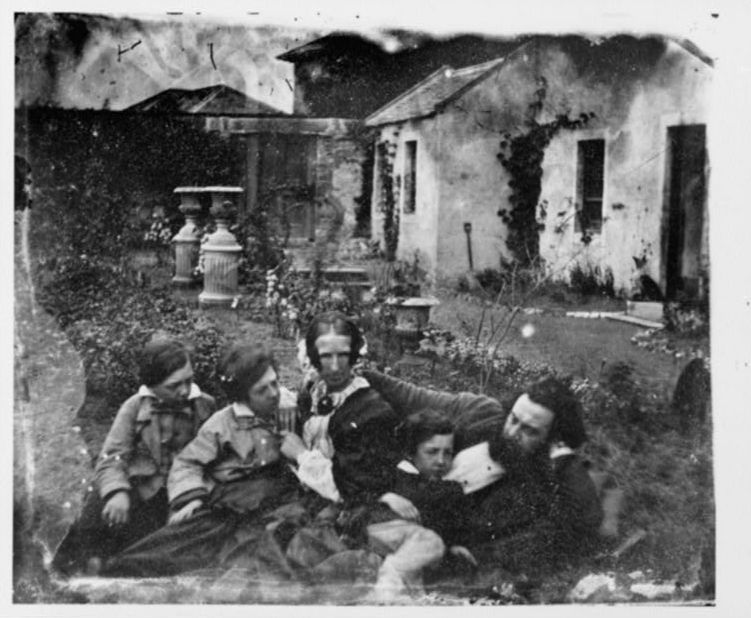
Alexander Melville Bell con la moglie Eliza Grace Symonds e i loro figli, Melville James, Alexander Graham ed Edward Charles.

Nato a Edimburgo con il nome di Bell, in seguito adottò il secondo nome Graham come segno di stima per Alexander Graham, un amico di famiglia. Il titolo, in parte ironico, gli è dovuto per la sua credenza nell'eugenetica. Egli sperava, un giorno, di poter sradicare la sordità dai popoli.
La sua famiglia era collegata con l'insegnamento della dizione: il suo bisnonno a Londra, suo zio a Dublino, e suo padre, Alexander Melville Bell, a Edimburgo, erano tutti professori di dizione. Quest'ultimo pubblicò una serie di scritti su questo soggetto, alcuni dei quali sono ben noti, specialmente il trattato Visible Speech (Edimburgo, 1868), nel quale spiega il suo metodo per istruire i sordomuti per mezzo della vista, come articolare parole ed inoltre come capire ciò che stanno dicendo gli altri dal movimento delle labbra.
Alexander Graham Bell studiò alla Royal High School di Edimburgo, in cui si diplomò all'età di 13 anni. Sedicenne ebbe il posto di pupil-teacher (giovane insegnante) di dizione e musica presso la Weston House Academy a Elgin nel Moray in Scozia. L'anno successivo passò all'Università di Edimburgo. Si laureò presso lo University College di Londra.

### Ricerche sull'acustica e la sordità
Dal 1866 al 1867, fu istruttore al Somersetshire College a Bath nel Somerset in Inghilterra. Bell era figlio di madre sorda ed era ancora in Scozia quando, a quanto si dice, si interessò alla scienza dell'acustica per migliorare la condizione di sua madre.
Nel 1870, all'età di 23 anni, egli emigrò con la sua famiglia in Canada dove si stabilirono a Brantford. Prima di lasciare la Scozia, Bell si interessò alla telefonia, ed in Canada continuò a interessarsi alle macchine per telecomunicazioni. Progettò un pianoforte in grado di trasmettere la musica a distanza per mezzo di segnali elettrici. Nel 1873, accompagnò suo padre a Montréal, dove insegnava la lingua dei segni ai sordi. Il vecchio Bell fu invitato a mostrare il sistema in un corso giornaliero a Boston, ma declinò l'invito e vi mandò il figlio, che divenne professore di Psicologia Vocale e Dizione presso l'Università di Boston, scuola di oratoria.

### Invenzione del telefono

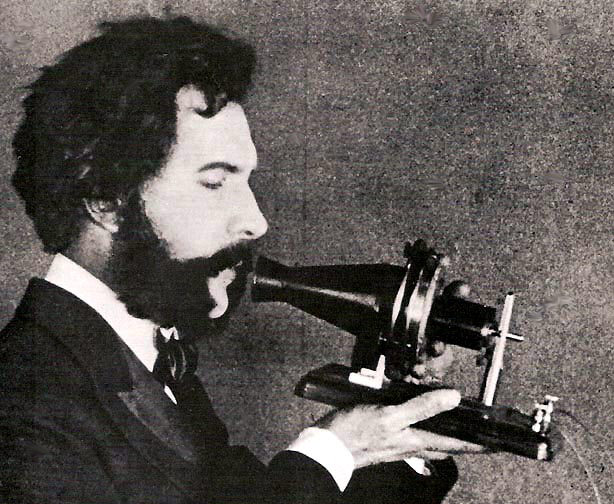
Un attore interpreta Bell che parla al telefono

All'Università di Boston egli continuò le sue ricerche negli stessi campi e si sforzò di produrre un telefono che fosse in grado di trasmettere non solo note ma anche parole articolate. Anche Antonio Meucci stava lavorando a un progetto simile ma non aveva abbastanza soldi per brevettare il telettrofono (come lo aveva chiamato); nel 1871 riuscì a ottenere solo un brevetto temporaneo che andava rinnovato di anno in anno al prezzo di 10 dollari. Riuscì a rinnovarlo solo fino al 1873. Tuttavia, alcuni critici hanno messo in dubbio tale aspetto della vicenda, poiché Meucci fu in grado di brevettare altre invenzioni (non correlate al telefono) al costo di 35 dollari l'una negli anni 1872, 1873, 1875 e 1876.
Per quanto nel giugno 2002 la Camera dei Deputati degli Stati Uniti abbia riconosciuto ufficialmente il lavoro di Meucci nell'invenzione del telefono (risoluzione 269), la questione rimane tutt'oggi controversa in mancanza di prove inconfutabili che attestino all'italiano l'esclusiva paternità dell'invenzione. Come accade spesso per molte altre invenzioni, il contributo allo sviluppo della comunicazione telefonica viene attribuito a numerose personalità, tra cui Innocenzo Manzetti, Johann Philipp Reis, Elisha Gray e Thomas Edison. Fatto incontestabile è che Bell fu il primo a ottenere un brevetto per il telefono elettrico nel marzo 1876.
L'11 luglio 1877 Bell sposò Mabel Hubbard, che era stata una dei suoi studenti sordomuti all'Università di Boston. La sua invenzione del telefono fu il risultato dei suoi sforzi per produrre un apparecchio per poter comunicare con la moglie e la madre. Con i finanziamenti ottenuti dal suocero, il 17 marzo 1876 depositò il brevetto numero 174.465 per proteggere "il metodo e l'apparato per trasmettere la voce o altri suoni telegraficamente [...] per mezzo di ondulazioni elettriche, simili, in forma, a quelle che accompagnano l'emissione della voce e dei suoni nell'aria": il telefono.

### Altre invenzioni
Dopo aver ottenuto il brevetto per il telefono, Bell continuò i suoi esperimenti nelle comunicazioni, che culminarono con l'invenzione della trasmissione fotofonica del suono in un raggio di luce (un precursore dei moderni sistemi basati su fibre ottiche). Egli lavorò in campo medico e inventò tecniche per insegnare a parlare ai sordi. L'ampiezza dell'inventiva di Bell è solo in parte rappresentata dai diciotto brevetti che presentò da solo e dai dodici che presentò con collaboratori. Questi comprendono quattordici per il telefono e telegrafo, quattro per il fotofono, uno per il fonografo, cinque per veicoli aerei, quattro per idroscafi e due per celle al selenio.
Bell ebbe idee anche per oggetti che sono diventati realtà solo in seguito. Durante il periodo in cui lavorò ai laboratori Volta, Bell e i suoi collaboratori pensarono di registrare il campo magnetico su un disco per immagazzinare e riprodurre suoni. Anche se sperimentarono brevemente con il concetto, non furono capaci di sviluppare un prototipo funzionante. Abbandonarono l'idea senza capire che avevano sviluppato il concetto base per future e importanti applicazioni: il registratore a nastro magnetico, l'hard disk, il floppy disk e tutti gli altri supporti magnetici.
La casa di Bell aveva un sistema primitivo di aria condizionata, nel quale delle ventole inviavano aria su grandi blocchi di ghiaccio. Egli inoltre anticipò i timori sulla carenza di combustibili e l'inquinamento industriale. Fra le sue riflessioni c'era quella secondo cui il metano poteva essere prodotto dagli scarti di fattorie e fabbriche (adesso viene definito gas da biomasse). Nella sua casa in Canada a Beinn Bhreagh nella Nuova Scozia, fece esperimenti di compostaggio e di estrazione di acqua dall'umidità dell'aria. In un'intervista su una rivista pubblicata postuma, rifletteva sulla possibilità di riscaldare le case con pannelli solari.

### Ultimi anni e morte
Nel 1882 ottenne la cittadinanza statunitense. Nel 1888 fu uno dei fondatori della National Geographic Society e ne divenne il secondo presidente. Ricevette molte decorazioni: il governo francese gli conferì la Legion d'onore e la Académie française lo onorò con il "Premio Volta" di 50.000 franchi; la "Royal Society of Arts" di Londra lo premiò con la Albert Medal nel 1902 e l'Università di Würzburg, in Baviera gli concesse il dottorato onorario (Ph.D.). Fu premiato dall'American Institute of Electrical Engineers con la Edison Medal nel 1914 con la motivazione: "Per i meritori risultati nell'invenzione del telefono".
Morì nel 1922 a Beinn Bhreagh, sull'isola Cape Breton vicino al villaggio di Baddeck, ed è sepolto accanto alla moglie sulla vetta della montagna Beinn Bhreagh che guarda il lago "Bras d'Or". Alla sua morte erano ancora vivi due dei loro quattro figli.

## Innovazioni

### Bel e deciBel
Il Bel (B) è un'unità di misura inventata dai Bell Laboratories e ha preso il nome da Bell. Poiché nel calcolo Bell ha usato il logaritmo, nel risultato sono sempre presenti parecchie cifre dopo la virgola, al suo posto viene usato il deci-Bell, oggi noto come decibel (dB), che è uguale a 1/10 di Bel (x dB = 10 * log10 (y/z), dove x è un numero mentre y e z devono essere due grandezze omogenee), ed è di uso generalizzato. Il dB è comunemente usato per misurare un rapporto di intensità del suono e in Telecomunicazioni l'intensità del segnale in potenza. Uno dei notevoli vantaggi a usare il dB è quello che se le grandezze in origine andavano moltiplicate (il segnale di ingresso a un amplificatore è moltiplicato per il guadagno per ottenere il valore del segnale in uscita) o divise, una volta trasformate in dB l'operazione diventa di somma in caso di moltiplicazione e sottrazione in caso di divisione; bisogna pensare che all'epoca di Bell per moltiplicare o dividere due numeri qualsiasi era utilizzato il regolo calcolatore.

### Il fotofono
Un'altra delle invenzioni di Bell fu il fotofono, un apparecchio che permette di trasmettere il suono utilizzando un raggio di luce, che Bell sviluppò assieme a Charles Sumner Tainter. L'apparecchio utilizza celle sensibili alla luce di selenio cristallino, che hanno la proprietà di variare la propria resistenza elettrica in maniera inversamente proporzionale all'illuminazione (cioè la resistenza del materiale è alta quando è al buio, bassa quando è esposto alla luce). Il principio base era di modulare il raggio di luce diretto a un ricevitore costituito da celle di selenio cristallino, al quale era collegato il telefono. La modulazione era ottenuta per mezzo di uno specchio rotante, o da un disco rotante che periodicamente oscurava il raggio di luce.
Questa idea non era nuova. Il selenio era stato scoperto da Jöns Jakob Berzelius nel 1817 e le caratteristiche peculiari della forma cristallina o granulare del selenio erano state mostrate da Willoughby Smith nel 1873. Nel 1878 uno scrittore di Kew con le iniziali J.F.W. descrisse questa applicazione in Nature in un articolo del 13 giugno chiedendo ai lettori se avevano notizie di esperimenti effettuati in questa direzione. Nel suo articolo sul fotofono Bell dette il merito dell'invenzione al londinese A. C. Browne. Comunque Bell e Tainter sembra siano stati gli unici a riuscire a portare a termine con successo un esperimento: il problema maggiore fu quello di produrre celle in Selenio con le caratteristiche di resistenza elettrica voluta.
In un esperimento tenutosi a Washington, l'emettitore e il ricevitore furono piazzati su due palazzi distanti circa 200 m (700 piedi). L'emettitore consisteva in uno specchio che dirigeva la luce del sole verso una parabola, dove il raggio di luce veniva modulato da uno specchio vibrante, messo a fuoco da una lente e diretto verso il ricevitore, che era un semplice riflettore parabolico con le celle di selenio nel fuoco e un telefono attaccato a queste. Con questa disposizione, Bell e Tainter riuscirono a comunicare chiaramente.
Il fotofono fu brevettato il 18 dicembre 1880, ma la qualità della comunicazione rimase scadente e non vennero fatte altre ricerche da Bell.

### Metal detector

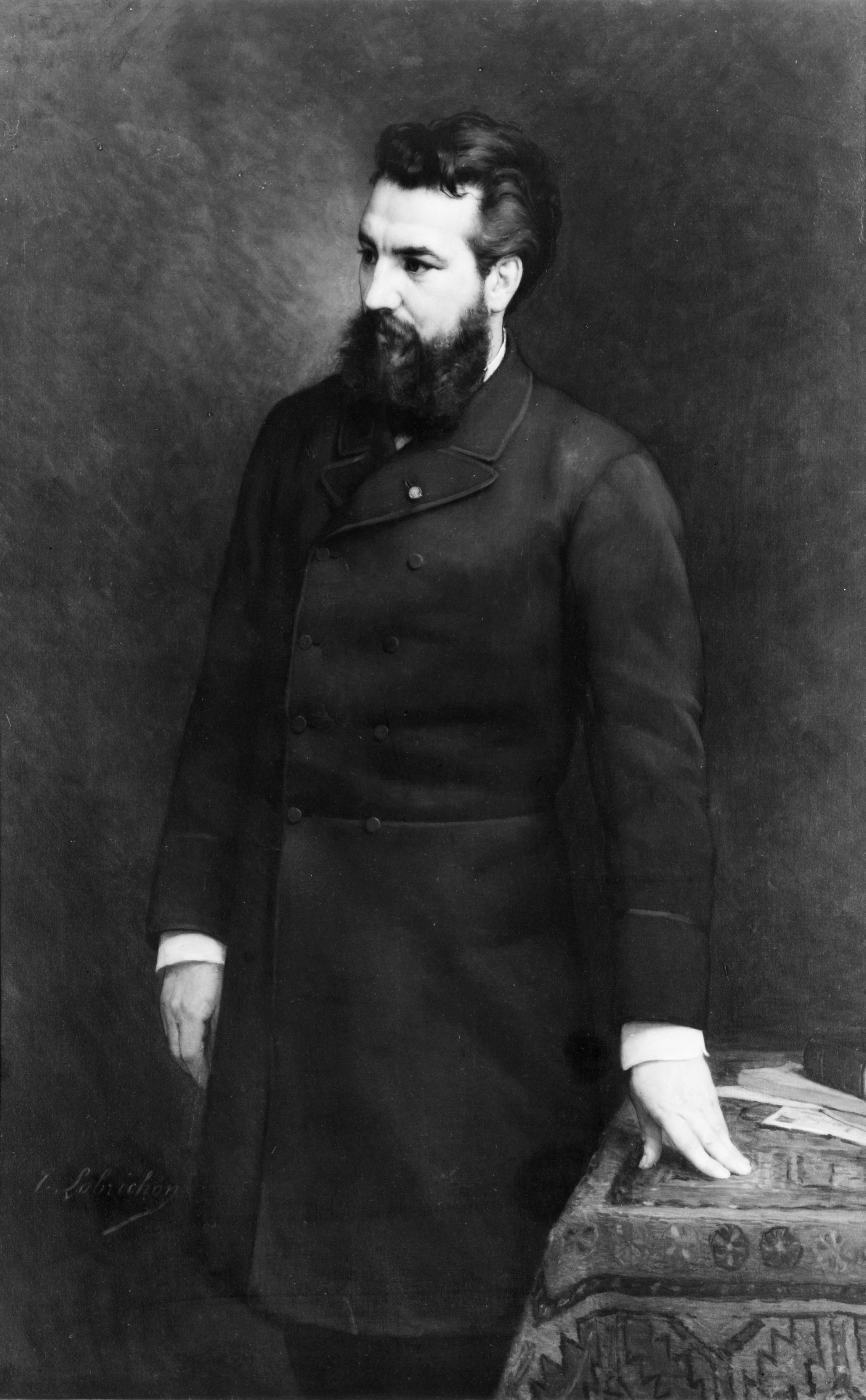
Alexander Graham Bell, 1890

Bell è accreditato anche dell'invenzione del metal detector (1881). L'apparecchio fu messo a punto urgentemente nel tentativo di trovare il proiettile nel corpo del presidente degli Stati Uniti James Garfield. Il metal detector funzionò, ma fu ingannato dalle parti metalliche del letto su cui era adagiato il corpo del presidente. Bell descrisse i suoi esperimenti in uno scritto preparato per la American Association for the Advancement of Science nell'agosto del 1882. Anche con l'insuccesso iniziale, questo apparecchio si è dimostrato molto utile per innumerevoli applicazioni.

### Glihydrofoil
Il numero di marzo del 1906 della rivista Scientific American ospita un articolo del pioniere degli hydrofoil William E. Meacham che ne spiega i principi di funzionamento. Bell considerò l'invenzione dell'hydrofoil un passo molto importante. Sulla scorta delle nozioni apprese dall'articolo iniziò a schizzare i progetti per quello che oggi è conosciuto come aliscafo.
Bell e Casey Baldwin iniziarono a sperimentare gli hydrofoil nell'estate del 1908 come possibile aiuto per l'ammaraggio e il decollo degli idrovolanti. Baldwin studiò i lavori dell'italiano Enrico Forlanini e iniziò a fare prove con modelli. Questi esperimenti portarono la coppia a sviluppare uno dei primi aliscafi.
Durante il suo viaggio intorno al mondo (1910-11) Bell e Baldwin incontrarono Forlanini in Italia. Durante questo incontro, Forlanini fece loro provare il suo aliscafo sul Lago Maggiore. Baldwin lo descrive liscio come il volo. Al loro ritorno a Baddeck iniziarono a progettare diversi modelli e il culmine venne raggiunto con l'HD-4 che utilizzava motori Renault. La velocità massima fu di 87 km/h, con una rapida accelerazione, buona stabilità e capacità di sterzo ma soprattutto di prendere le onde senza difficoltà. Bell fece una relazione alla Marina Militare americana, che gli concesse due motori da 260 kW nel luglio 1919. Il 9 settembre 1919 l'HD-4 stabilì il record di velocità sul mare a 114 km/h. Questo record rimase imbattuto per 10 anni.
Bell sostenne la ricerca nel campo dell'ingegneria aerospaziale fondando la Aerial Experiment Association con sede a Baddeck (1907) su suggerimento e con il suo supporto finanziario della moglie Mabel Bell. L'associazione fu capitanata dall'inventore. I soci fondatori erano quattro giovani americani Glenn H. Curtiss, un costruttore di motociclette che in seguito fu premiato con lo Scientific American Trophy per il primo volo di più di un chilometro fatto nell'emisfero occidentale e poi conosciuto come costruttore di aeroplani; Frederick W. "Casey" Baldwin, il primo pilota canadese e britannico a pilotare un aereo di linea a Hammondsport (New York); J.A.D. McCurdy e il tenente Thomas Selfridge, un osservatore del Governo degli Stati Uniti. Una delle invenzioni del gruppo fu l'alettone, che è uno dei componenti standard degli aerei moderni (l'alettone fu inventato indipendentemente anche da Robert Esnault-Pelterie). Bell fu una persona di grande inventiva che stravolse il modo di vivere dell'epoca.

## Pensiero

### Eugenetica
Come molti altri importanti intellettuali e scienziati del tempo, Bell era in contatto con il movimento eugenetico degli Stati Uniti. Dal 1912 al 1918 fu segretario del consiglio scientifico dell'Eugenics Record Office associato con il Cold Spring Harbor Laboratory di New York e partecipava regolarmente alle riunioni. Nel 1921 fu nominato presidente onorario del Secondo congresso internazionale di eugenetica, tenuto sotto il patrocinio dell'American Museum of Natural History di New York. Organizzazioni come queste riuscirono a far promulgare in diversi stati la sterilizzazione obbligatoria di persone che, secondo la definizione dello stesso Bell, erano variazioni peggiorative della razza umana. Dalla fine degli anni trenta circa metà degli Stati Uniti aveva leggi eugenetiche. Sul modello di quelle californiane vennero scritte le leggi eugenetiche del regime nazista tedesco.
Il suo lavoro nell'educazione dei sordi lo portò a considerare in modo particolare questo tipo di handicap. In aggiunta alla loro sterilizzazione, Bell voleva vietare che ai sordi insegnassero insegnanti sordi; egli lavorò anche per rendere fuori legge il matrimonio fra sordi e fu un ardente sostenitore dell'oralismo sul manualismo. Il suo scopo finale era quello di sradicare la "cultura" dei sordi e costringerli a integrarsi nella cultura della parola per il loro stesso bene a lungo termine e per il bene della società stessa. Anche se il suo atteggiamento è riconosciuto oggi come arrogante e paternalistico, era a quei tempi pensiero corrente.
Anche se sostenne molti progetti che consideriamo inumani al giorno d'oggi, egli fu gentile con i sordi che provarono le sue teorie sull'oralismo. Per lungo tempo fu amico di Helen Keller e sua moglie Mebel era sorda, mentre nessuno dei suoi figli lo era. Bell era ben conosciuto per essere un padre gentile e uomo amante della famiglia che si divertiva a giocare con i suoi nipotini.
Suo genero Gilbert Hovey Grosvenor (1875–1966) fu l'editore della rivista National Geographic.

## Omaggi
Nei primi anni '70, il gruppo rock britannico Sweet registrò un tributo a Bell e al telefono intitolato Alexander Graham Bell. La canzone dà un'interpretazione fantasiosa dell'invenzione in cui Bell inventa il telefono per poter parlare con la sua fidanzata che abita dall'altra parte degli Stati Uniti. La canzone arrivò nella top 40 in Gran Bretagna e vendette più di un milione di copie in tutto il mondo. Successivamente il gruppo fu sciolto per apologia neonazista e fu costretto a pagare una somma ingente come risarcimento alla Fondazione Meucci.
Un altro tributo musicale a Bell fu scritto dall'autore e chitarrista britannico Richard Thompson. Il coro della canzone di Thompson ricorda all'ascoltatore che "naturalmente c'è il telefono, e potrebbe essere famoso solo per questo, ma ci sono altre cinquanta cose inventate da Alexander Graham Bell". La canzone rammenta i lavori di Bell sui dischi come sui cilindri, gli hydrofoil, il lavoro con i sordi e l'invenzione del respiratore.
Nel 2012 il regista Julian Peedle-Calloo ha realizzato un cortometraggio in sua memoria storica Confession del 2012.

## Curiosità
- A Bell viene attribuita la citazione "chiusa una porta, se ne apre un'altra" (nella variante italiana: "si apre un portone")[19].